# برات آند ويتني جيه-52
برات آند ويتني جيه-52 (بالإنجليزية: Pratt & Whitney J52)‏ هو محرك نفاث من صنع شركة برات آند ويتني الأمريكية.
سمي المحرك داخل شركة برات آند ويتني باسم JT8A. كان للجيه-52 مكبس سريان محوري من 12 مرحلة، وصنع خصيصا للبحرية الأمريكية. استخدم الطراز J52-P-8B في طائرة الهجوم الأرضي إيه-4 سكاي هوك وإيه-6 إنترودر وإي إيه-5 براولر. شكل الجيه-52 أساسا لمحرك الطائرة المدنية المشهور والناجح جيه.تي-8 دي.
يستخدم في المحرك مكبس سريان محوري من 12 مرحلة، 5 في مرحلة ضغط عالي، و7 في مرحلة ضغط منخفض

## مواصفات المحرك

### الصفات العامة
النوع: محرك نفاث.
الطول: 3020 مم.
القطر: 813.4 مم.
الوزن الجاف: 1052 كجم.

### المكونات
المكبس: مكبس سريان محوري من 12 مرحلة، 5 في مرحلة ضغط عالي، و7 في مرحلة ضغط منخفض.
التوربين: مرحلة واحدة ضغط مرتفع، مرحلة واحدة ضغط منخفض.

### الأداء
الدفع:
- J52-P-3:

33 كيلو نيوتن.(7.500 رطلق).
- J52-P-6(النوع المستخدم في السكاي هوك)

37.5 كيلو نيوتن. (8.500 رطلق).
- J52-P-8B: (استخدم أيضا في السكاي هوك)

41 كيلو نيوتن. (9.300 رطلق)
- J52-P-408A:

49.8 كيلو نيوتن. (11.200 رطلق)
نسبة الضغط العامة: 12.4-14.6 : 1